# Balade 1992–2002
Balade 1992-2002 – kompilacja zespołu Hari Mata Hari. Została wydana w 2003 roku.

## Tytuły piosenek
1. „Bilo je lijepo dok je trajalo”
2. „Kada izgorim”
3. „Znam priču o sreći”
4. „Starac i more”
5. „Baš ti lijepo stoje suze”
6. „Gdje li si sada ljubavi”
7. „Otkad tebe nema”
8. „Rođena si samo za mene”
9. „Ružmarin”
10. „Kad dođe oktobar" (verzija 2000)
11. „Znam da te gubim”
12. „Ja nemam snage da te ne volim”
13. „Kao domine”
14. „Nije čudo što te volim ludo”
15. „Proklet sam što ti opraštam”
16. „Ja sam kriv što sam živ”
17. „Ostaj mi zbogom ljubavi”
18. „Poslije nas”
19. „Emina”

## Członkowie zespołu

### Hari Mata Hari
- Hajrudin Varešanović – wokal
- Izo Kolećić – perkusja
- Karlo Martinović – gitara solo
- Nihad Voloder –  gitara basowa